# Homerische hymnen
De Homerische hymnen vormen een verzameling van 33 hymnen die in de klassieke oudheid (ten onrechte) aan Homerus werden toegeschreven. De verzameling bestaat uit vier langere hymnen (aan Demeter, Apollo, Hermes en Aphrodite) en 29 kortere. Behalve in lengte verschillen deze twee groepen ook nog op andere punten: in tegenstelling tot in de kortere, worden in de langere hymnen ook belangrijke verhalen uit de biografieën van de goden verteld. Daarnaast zijn de langere hymnen waarschijnlijk tussen 650 en 400 v.Chr. geschreven. Ze zijn dus jonger dan de werken van Homerus en Hesiodus, in wier traditie de gedichten staan. Niettemin behoren de vroegste Homerische hymnen tot de vroegste Oudgriekse literatuur. De kortere hymnen zijn daarentegen weer van later datum: mogelijk de 4e eeuw v.Chr. of de hellenistische periode.

## Toeschrijving aan Homerus
In de klassieke oudheid werden de hymnen door sommigen al aan Homerus toegeschreven. Later (mogelijk de 1e eeuw v.Chr. of zelfs pas in de late oudheid) heeft men allerlei hexametrische hymnen die niet aan andere dichters toegeschreven werden dan verzameld als 'Homerische hymnen'. De hymnen vertellen namelijk verhalen over de goden in een taal en stijl die veelal lijkt op die van de Homerische epen Ilias en Odyssee, en gebruiken vergelijkbare verteltechnieken. Toch kan de vergelijking van deze hymnen en heroïsche epische poëzie met als doel ze beiden toe te schrijven aan Homerus onbetrouwbaar zijn. Interessant zijn passages van goddelijke openbaring in beide genres. In de Homerische epen ligt de nadruk vooral op de reactie van de getroffen stervelingen, terwijl voor de auteurs van de hymnen epifanie een climactische openbaring is van goddelijke macht, die op haar beurt kan leiden tot de stichting van een cultus.

## Inhoudelijke kenmerken

### Theogonie
Centrale thema’s in de hymnen zijn de geboorte van de goden, hun aankomst op de Olympus en hoe ze de speciale krachten waarvoor ze geroemd worden (hun timai) verworven hebben. Dit past in de Griekse traditie, die veel aandacht besteedde aan theogonie: het ontstaan van de goden en hun familieverwantschappen. 

### Epifanie
Een belangrijk onderdeel in het narratief van verschillende hymnen is de epifanie, waarbij de godheid een vermomming afwerpt en zich onthult aan stervelingen. Bij die onthulling is de godheid vaak bovenmenselijk groot en straalt, en reageren stervelingen met ontzag en angst. 
Ter illustratie de epifanie uit de hymne aan Dionysos, hier vertaald door Arthur. S. Hartkamp:

Hij gaf hem zijn zegen en sprak hem aldus toe:
"Houd moed, godlijke man, jij bent aan mijn hart welgevallig.
’k Ben de luid razende Dionysos, de zoon van Seméle,
Kadmos’ dochter, die zich met Zeus in liefde vereend had."

"’k Groet u, zoon van de mooie Seméle! Een zanger zal nimmer
lieflijke liederen zingen, wanneer hij u zou vergeten." 

### Lofzang
De hymnen zijn bedoeld als lofzangen op de godheid in kwestie. Daarom stelt de verteller de godheid veelal in een positief daglicht. Doorheen de hymne aan Hermes steelt de god Hermes bijvoorbeeld Apollo’s runderen, maar die daad wordt niet afgebeeld als misdadig, eerder als het werk van een ondeugend maar al bij al goedaardig kind. 

## Pan-Helleense context
De Homerische hymnen zijn te kaderen binnen een Pan-Helleense context. Ze zijn gecomponeerd in functie van specifieke religieuze en cultische aangelegenheden. Academici hebben meermaals geprobeerd een precieze gelegenheid vast te stellen voor de verschillende hymnen. Zo koppelt Walter Burkert de hymne voor Apollo aan het festival van Polycrates, volgens Sarah Isles Johnson moet de hymne van Hermes gezien worden als onderdeel van inwijdingsculten die werden gehouden in heiligdommen aan hem gewijd, en Andrew Faulkner stelt dan weer dat de hymne aan Aphrodite helemaal geen cultisch karakter had, maar eerder een middel was om de plaatselijke aristocratie te vieren. 

## Overlevering
De hymnes werden reeds in de Oudheid verzameld en in een vaste volgorde geplaatst. Zo beginnen meerdere exemplaren van de collectie uit de Byzantijnse periode met de derde hymne, die aan Apollo. Deze manuscripten werden aan exemplaren van de Homerische epen gehecht of werden opgenomen samen met de werken van latere dichters. Onduidelijk is echter hoe de achtste hymne aan Ares bij de rest van de hymnes terecht is gekomen, aangezien die er qua taal en stijl van verschilt. De redacteurs van de standaard-Engelse commentaar bij de hymnes (Allen, Halliday en Sikes, 1936: 358) vermoeden dat er iemand in een late periode moet opgemerkt hebben dat er een hymne voor Ares in de collectie ontbrak, en dat die er dan zelf één aan toevoegde en op de achtste plaats heeft gezet om alfabetisch voor de hymne aan Artemis te komen. Ook een fragment van de hymne aan Dionysos en de hele hymne aan Demeter zijn via een vijftiende-eeuws manuscript overgeleverd, dat in 1777 toevallig in een stal in Moskou werd ontdekt. 

## Lijst van de Homerische hymnen
1. Aan Dionysus, 21 regels
2. Aan Demeter, 495 regels
3. Aan Apollo, een samenstelling van twee waarschijnlijk oudere hymnen, de Hymne aan de Delische Apollo (de Apollo van Delos), 175+ regels en de Hymne aan de Pythische Apollo (Apollo Pythios, de Apollo van Delphi), 546 regels
4. Aan Hermes, 580 regels
5. Aan Aphrodite, 293 regels
6. Aan Aphrodite, 21 regels
7. Aan Dionysus, 59 regels
8. Aan Ares, 17 regels
9. Aan Artemis, 9 regels
10. Aan Aphrodite, 6 regels
11. Aan Athena, 5 regels
12. Aan Hera, 5 regels
13. Aan Demeter, 3 regels
14. Aan Rhea, de moeder van de goden, 6 regels
15. Aan Heracles met een leeuwenhart, 9 regels
16. Aan Asclepius, 5 regels
17. Aan de Dioscuri (Castor en Pollux), 5 regels
18. Aan Hermes, 12 regels
19. Aan Pan, 49 regels
20. Aan Hephaestos, 8 regels
21. Aan Apollo, 5 regels
22. Aan Poseidon, 7 regels
23. Aan Zeus, 4 regels
24. Aan Hestia, 5 regels
25. Aan de Muzen en Apollo, 7 regels
26. Aan Dionysus, 13 regels
27. Aan Artemis, 22 regels
28. Aan Athena, 18 regels
29. Aan Hestia, 13 regels
30. Aan Gaia, moeder van iedereen, 19 regels
31. Aan Helios, 20 regels
32. Aan Selene, 20 regels
33. Aan de Dioscuren (Castor en Pollux), 19 regels

## Nederlandse vertalingen van deHomerische hymnen
- H. Verbruggen (vert.), Homerische hymnen, Amsterdam: Athenaeum - Polak & Van Gennep, 1995; eerste integrale vertaling van de hymnen;
- Arthur S. Hartkamp (vert.), Homerische Hymnen, met een inleiding van Irene J.F. de Jong, Groningen: Ta Grammata 2011; tweetalige uitgave, met de vertaling in Nederlandse hexameters.

## Citaat
- Begin van de Hymne aan Dionysus, de eerste Homerische hymne:[8][9]

Εἲς Διώνυσον - 
... 1. οἳ μὲν γὰρ Δρακάνῳ σ᾽, οἳ δ᾽ Ἰκάρῳ ἠνεμοέσσῃ
2. φάσ᾽, οἳ δ᾽ ἐν Νάξῳ, δῖον γένος, εἰραφιῶτα,
3. οἳ δέ σ᾽ ἐπ᾽ Ἀλφειῷ ποταμῷ βαθυδινήεντι
4. κυσαμένην Σεμέλην τεκέειν Διὶ τερπικεραύνῳ:
5. ἄλλοι δ᾽ ἐν Θήβῃσιν, ἄναξ, σε λέγουσι γενέσθαι,
6. ψευδόμενοι: σὲ δ᾽ ἔτικτε πατὴρ ἀνδρῶν τε θεῶν τε
7. πολλὸν ἀπ᾽ ἀνθρώπων, κρύπτων λευκώλενον Ἥρην.
8. ἔστι δέ τις Νύση, ὕπατον ὄρος, ἀνθέον ὕλῃ,
9. τηλοῦ Φοινίκης, σχεδὸν Αἰγύπτοιο ῥοάων,...(hier zit een gat in de overgeleverde tekst)

Vertaling:

Aan Dionysos - 1. Sommigen zeggen (dat het gebeurde) in Drakanon, anderen op winderig Ikaros,
2. weer anderen op Naxos, Ingenaaide God (geboren uit de dij van Zeus),
3. of aan de rivier de Alfeios met diepe draaikolken,
4. Semele baarde u, zwanger van de donderminnende Zeus.
5. Anderen beweren dat u geboren werd in Thebe, Heer, 
6. maar ze liegen allemaal: de vader van mensen en goden verwekte u
7. ver van de mensen, uit het zicht van Hera met haar blanke armen.
8. Er is een heel hoge berg Nysa, met dichte bossen, 9. ver weg in Fenicië, bij de rivieren van Egypte...

## Bron
- Easterling, P.E. & B.M.W. Knox (edd.), The Cambridge history of classical literature, Vol. 1 dl. 1 'Early Greek poetry' Cambridge: Cambridge University Press, 2004 [1989]

- Bibsys: 90033489
- Biblioteca Nacional de España: XX3573655
- Bibliothèque nationale de France: cb122570297 (data)
- Gemeinsame Normdatei: 4161028-3
- Library of Congress Control Number: n82234462
- Nationale bibliotheek van Australië: 35914258
- Nationale Bibliotheek van Israël: 987007289003405171
- Système universitaire de documentation: 031335470
- Virtual International Authority File: 187475186